# Кабінет Славних полтавців
«Кабінет Славних полтавців» — окрема експозиція Полтавського історично-краєзнавчого музею, присвячена видатним діячам Полтавщини. Діяв у 1920—1941 роках. Зберігалися рукописи, листи та інші матеріали, пов'язані з відомими уродженцями Полтави і Полтавщини. В Кабінеті знаходилися матеріали про відкриття пам'ятника Івану Котляревському у 1903 році; іконографія письменників Панаса Мирного та Івана Білика, Драгоманових, Бориса Познанського, Лесі Українки та інших; листи Тараса Шевченка до Григорія Ґалаґана і Федора Лизогуба, фото будинків, в яких зупинявся поет під час перебування на Полтавщині тощо. Окремо існувала «Кімната Гоголя» (1924—1941 роки), де зберігалися меморіальні речі Миколи Гоголя та його родини, автографи і малюнки.